# 健訟
健訟（けんしょう）は、前近代中国で、訴訟が激しい状態を指す言葉。中国北宋代に生まれ、その言葉は現代日本の裁判判決文にも見られる。
清代の農民は、一生のうちに一度か二度は被告か原告になる計算だと言われるほど、帝政時代の中国農村は訴訟社会であったが、その多くは、不動産をめぐる争いであった。
南宋の裁判記録である『名公書判清明集』には、相続に絡む骨肉の争い、長期にわたる消耗戦的な訴訟など、生なましい光景が見られる。この健訟の背景として、地価高騰と訴訟コストの低減、科挙による法律知識の普及で訴訟介入者が増加したことなどが挙げられる。